# Хон Гуріді
Хон Гуріді (ісп. Jon Guridi; нар. 28 лютого 1995, Аспейтія) — іспанський футболіст, півзахисник клубу «Алавес».

## Клубна кар'єра
Народився 28 лютого 1995 року в місті Аспейтія. Вихованець футбольної школи клубу «Реал Сосьєдад».
У дорослому футболі дебютував 2014 року виступами за другу команду рідного клубу. З 2017 року почав включатися до заявки його головної команди, проте виходив на поле у її складі лише епізодично.
Протягом сезону 2019/20 грав на умовах оренди за «Мірандес», після чого повернувся до лав «Реал Сосьєдада».

## Титули і досягнення
- Володар Кубка Іспанії (1):

«Реал Сосьєдад»: 2019-20